# Jezioro Wielkowiejskie (Bruzda Zbąszyńska)
Jezioro Wielkowiejskie – jezioro o powierzchni 78,3 ha w zachodniej Polsce, położone w województwie wielkopolskim, w powiecie wolsztyńskim, w gminie Siedlec, na północny wschód od wsi Wąchabno.

## Charakterystyka
Według regionalizacji fizycznogeograficznej Polski jezioro znajduje się w Bruździe Zbąszyńskiej.
Jest zbiornikiem przepływowym w ciągu Jezior Zbąszyńskich. Rzeka Obra (Północny Kanał Obry) dopływa do jeziora z południowego wschodu poprzez przesmyk od strony Jeziora Kopanickiego i odpływa z północy, poprzez przesmyk do Jeziora Chobienickiego. 
Zbiornik ma kształt owalny, o niewielkim współczynniku wydłużenia i osi ukierunkowanej południkowo. Linia brzegowa jeziora jest słabo rozwinięta. Do południowej części jeziora dopływa z zachodu rów od strony wsi Wąchabno i Jeziora Wąchabno.
Otoczenie jeziora stanowią głównie łąki, bagniste przy brzegach. Na wschodzie znajduje się zalesiony wzgórek, będący rodzajem półwyspu rozdzielającego Jezioro Kopanickie i Chobienickie, stanowiący dobry punkt widokowy.
Na obszarze zlewni całkowitej przeważają użytki rolne, w zlewni bezpośredniej – lasy, natomiast w otoczeniu jeziora – użytki zielone (ponad 80% długości linii brzegowej). Na terenie zlewni bezpośredniej jeziora nie ma żadnej miejscowości; około 1 km na południowy zachód położona jest wieś Wąchabno. Jezioro nie jest wykorzystywane rekreacyjnie.